# Diada Nacional del País Valencià
La Diada del 9 d'octubre, és la Diada Nacional del País Valencià, i commemora l'entrada a la ciutat de València de les tropes catalanoaragoneses comandades pel rei Jaume I l'any 1238. En tot el territori valencià, és una celebració institucional de caràcter autonòmic que té el seu origen directe l'any 1977, quan el Plenari de Parlamentaris proclama aquesta data com a Diada del País Valencià. En el moment de la seua recuperació institucional a nivell local el 1925, per part de Lo Rat Penat i l'ajuntament de València, s'anomenava Festa de Sant Donís.
Les celebracions que es feien a València des de fa segles fins al 1707 i recuperades a principis del segle XX per a recordar-ho, van fer que aquesta data fos elegida com la més representativa de la conquesta feudal del Regne de València i, per tant, com la data simbòlica de naixement del Poble Valencià. Entre el valencianisme també s'ha celebrat el 25 d'Abril com a Diada amb un to reivindicatiu, mentre que hom ha volgut vore en el Nou d'Octubre l'acta de naixement del poble valencià amb substància nacional catalana, però aquesta celebració no té el mateix significat per a tots els valencians.

## La conquesta de la ciutat de València per Jaume el Conqueridor

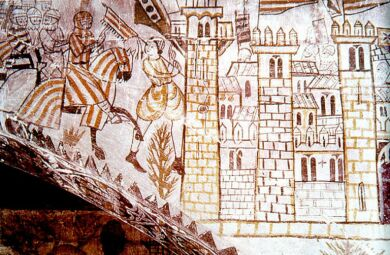
Pintura mural al castell d'Alcanyís que representa l'entrada de Jaume I a València en 1238

Després de 5 mesos de setge, el 28 de setembre de 1238, vespra de Sant Miquel, l'emir de València, Zayyan ibn Mardanix, va signar la rendició de la ciutat de Balànsiya a Jaume I amb la condició de disposar de 5 dies perquè tothom pogués sortir lliurement amb tots els béns que poguessen portar. Diu la tradició que Zayyan va ser l'últim en eixir de la ciutat el 8 d'octubre i que l'endemà, Sant Dionís, el rei Jaume i el seu seguici van fer l'entrada solemne a la ciutat, on el nou Bisbe de València consagrà la mesquita major com a Catedral i va celebrar la primera missa d'acció de gràcies. Malgrat que la conquesta no havia acabat, pocs mesos després Jaume I va donar els Furs de València a la ciutat, que proclamaven la fundació del nou Regne de València.
Ramon Muntaner ja va llançar en el mateix segle xiii la idea d'una celebració en la seua Crònica, en què demanà que se celebrés el dia de Sant Miquel, prenent com a model la Festa de l'Estendard que ja se celebrava a Mallorca, i que coneixia personalment.

## Història de la celebració

### Orígens: primer centenari de la conquesta (1338)
El 9 d'octubre de 1338, primer centenari de la conquesta de València, el Consell de la ciutat va disposar fer una processó de commemoració per a demanar a Sant Dionís la remissió de la fam que en aquells anys assolava el regne per les males collites. Van participar tots els estaments de la ciutat, les corporacions d'ofici i el poble, però no el rei Pere el Cerimoniós, que es trobava encara a la ciutat després de jurar els Furs de València, i va refusar participar-hi al·legant motius de salut; l'estendard reial es va portar en substitució de la persona del rei.
Sembla que a partir d'aquell any es va anar celebrant anualment la processó amb major o menor continuïtat. Destaca el seu caràcter religiós i municipalista, propi de les celebracions civils medievals, que va derivar amb el temps cap a un caràcter més patriòtic i d'adhesió monàrquica.

### Furs i llibertats del Regne de València

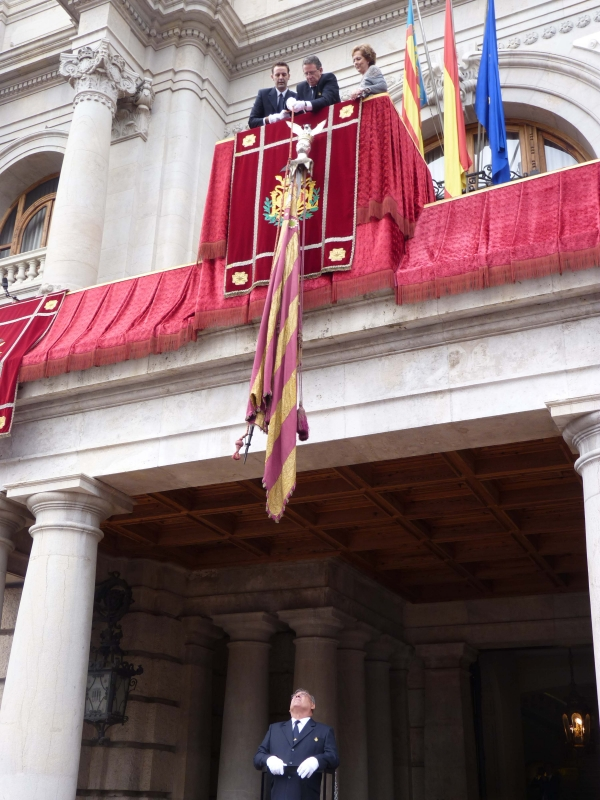
La Senyera es baixa pel balcó de l'Ajuntament de València perquè no pot passar per sota d'una porta i mai s'inclina davant ningú. Processó Cívica de 2010.

Amb l'excusa del segon centenari, Alfons el Magnànim, que en aquell moment tenia establida la seua Cort a València, es va implicar en els preparatius per a adequar la celebració als seus interessos. En efecte, a partir del segle xv els oficials reials cobren major importància en la desfilada anual arran de l'interès de la monarquia per identificar la nova dinastia dels Trastàmares amb el regne, i es reforça de nou el caràcter religiós per a pregar contra la pesta. Per aquells anys també va començar a córrer la llegenda que Sant Jordi havia participat en la batalla del Puig, motiu pel qual aquest sant va ser proclamat patró del Regne de València i es va començar a celebrar per Sant Jordi una desfilada molt semblant a aquesta de Sant Dionís.
Aprofitant el tercer centenari, en 1538, la jerarquia local va voler donar major sumptuositat i caràcter municipalista a la celebració anual en un context de repressió posterior a les Germanies, hegemonia valenciana encara a la Corona d'Aragó, i la incipient castellanització política. A més de nombroses festes i balls per tota la ciutat, la processó religiosa del matí va ser perllongada, i la gran desfilada va ser reservada a la vesprada, amb un rigorós ordre jeràrquic. Obrien la desfilada els oficis i mestres amb les seues ensenyes, seguits del Centenar de Sant Jordi (la milícia local) amb tambors de guerra. A continuació els frares dels 4 ordes mendicants, amb el clergat local, seguits del Bisbe de Sogorb i l'Inquisidor General, el Bisbe de València i el Lloctinent General del Regne, ambdós sota pal·li. El Governador General, el Mestre Racional i la resta d'oficials reials anaven seguits del Justícia Criminal, màxima autoritat local i portador de la Senyera, envoltat dels Jurats de València que portaven els faldons, i de la resta de càrrecs i advocats municipals. Darrere tancaven la desfilada els nobles, cavallers i ciutadans de la ciutat, el Síndic i el Sotssíndic, i finalment la resta del poble.
Per al quart centenari, 1638, el context era molt diferent, amb la Contrareforma, i es va voler celebrar la conquesta com una gesta catòlica i monàrquica, però amb unes celebracions igualment fastuoses.

### Després de la Nova Planta: l'absolutisme borbònic
Sembla que a partir del Decret de Nova Planta de 1707 les celebracions anuals es van suspendre en un context en què no tenien massa sentit, i no va ser fins al 1738, per al cinquè centenari, que es va tornar a celebrar amb molts canvis, sobretot incidint en el caràcter religiós de la conquesta, i no en el seu tradicional vessant patriòtic. Així i tot, va haver-hi problemes amb les autoritats de Madrid i els més aferrissats borbònics per la desfilada de la Senyera, antic símbol foral. Els antics càrrecs de l'administració municipal foral van ser substituïts a la processó pels de la nova administració borbònica; així el Corregidor va portar la Senyera en substitució del Justícia, acompanyat dels Regidors i altres càrrecs municipals, i es va improvisar la reconstrucció de l'abolida milícia del Centenar de Sant Jordi per a retre els honors corresponents a la Senyera.

### La Renaixença valenciana
Amb l'arribada de l'Estat Liberal a partir d'Isabel II i en el context de la Primera Guerra Carlina, la Corporació de l'Ajuntament Constitucional va voler celebrar el sisè centenari. El liberalisme i el federalisme imperant a l'època varen reivindicar els Furs i les llibertats valencianes basades en el pactisme entre les institucions de la terra i el monarca, situació que contrastava amb l'anterior règim absolutista borbònic. Novament es van produir canvis per a adequar una tradició foralista al nou Estat Liberal, entre ells la baixada de la Senyera per les escales de l'Ajuntament, en compte de pel balcó, fet sense precedents en tota la història, o la substitució definitiva del Centenar de Sant Jordi per la Milícia Nacional.
La vespra del 9 d'Octubre davant d'una enfervorida multitud es va ensenyar a la Torre del Temple el Penó de la Conquesta, la Senyera i l'espasa de Jaume I. El 9 d'octubre al matí es van fer els actes religiosos acostumats, ara amb la Senyera portada pel Batle, i a la desfilada de la vesprada es van afegir elements d'altres festes com la Moma del Corpus, les Roques, gegants i cabuts i altres elements festius que va convertir la Processó Cívica oficial en una simple cavalcada festiva.
La festa va anar així perdent identitat fins que en 1891 va recuperar un cert caràcter polític quan Lo Rat Penat en plena Renaixença va començar a fer homenatges a l'estàtua de Jaume I que s'acabava d'erigir. 1915 va ser el primer any amb un marcat aire valencianista amb el primer Aplec del Puig i la manifestació convocada per Joventut Valencianista. Amb la Dictadura de Primo de Rivera la celebració del 9 d'Octubre va passar molt desapercebuda i es van prohibir aquesta mena d'incipients manifestacions valencianistes.
Amb l'arribada de la II República la celebració es va reprendre incidint novament en el caràcter "democràtic" de Jaume I, i la celebració de 1932 es convertiria en un acte de demanda de l'Estatut d'Autonomia. En 1934 es van suspendre les celebracions per la revolta d'Astúries, però l'any següent Nicolau Primitiu va proposar per primera vegada el 9 d'octubre com a Dia Nacional de la Pàtria Valenciana, que es va celebrar amb una gran manifestació.

### La celebració des de la Guerra civil a la Transició democràtica
La celebració del setè centenari el 1938, en plena guerra civil, va ser un acte de reafirmació republicana i d'esquerres. Per això, l'any següent, el 1939, el nou Ajuntament franquista va voler celebrar novament el centenari amb un cicle de conferències i discursos comparant l'alliberament de Jaume I amb l'alliberament de Franco, i algunes misses per les víctimes del marxisme.
En els tradicionals actes del 9 d'Octubre es va substituir la tradicional Senyera Coronada, identificada en aquell moment amb la República, pel Penó de la Conquesta com a símbol monàrquic del Casal reial d'Aragó. Quan el 1943 l'Ajuntament va reprendre la celebració anual del 9 d'Octubre, la Senyera Coronada ja havia sigut reinterpretada pel Franquisme com a símbol regional.
El 15 de setembre de 1976 la Taula de Forces Polítiques i Sindicals va proclamar aquesta data Dia Nacional del País Valencià, i a partir de llavors se celebra a tot el país. L'any següent, el 1977, el Plenari de Parlamentaris adoptà el mateix acord, i per la vesprada, després de la firma del "Compromís Autonòmic del País Valencià" entre els partits valencians amb representació parlamentària (UCD, PSOE, PSV, i PCPV, entre d'altres) es va celebrar a València la manifestació més gran de la història fins aquell moment. Unes 600.000 persones vingudes de totes les comarques d'arreu del país, sota el lema "Ara, volem l'Estatut", van participar en el primer i últim acte conjunt de totes les forces polítiques valencianes en demanda d'autonomia, car en els mesos següents esclataria l'anomenada batalla de València. A Alacant, durant l'enganxada de cartells per a la Dia d'aquell any, va ser mortalment ferit el jove alacantí Miquel Grau com a resultat de la ferida d'una rajola que li va ser llançada des del terrat d'un edifici.
A partir de l'any següent la tradicional Processó Cívica de la ciutat de València es va reafirmar com un acte de reivindicació blavera o més aviat de nacionalisme espanyol, amb actes violents fins al punt d'arribar a agredir al primer alcalde democràtic de València, el socialista Ricard Pérez Casado, o la crema de la bandera del Consell Preautonòmic del País Valencià, penjada al balcó de l'Ajuntament de València, a la Processó Cívica de 1979.
L'intent de commemorar en 1988 l'anomenat 750 aniversari de la conquesta de manera més espectacular va acabar en una simple celebració a causa de l'enquistat conflicte identitari al País Valencià. No va haver-hi cap acte conjunt, cada associació política o cultural va celebrar l'efemèride d'acord amb els seus postulats ideològics, i la Processó Cívica tradicional va ser la més conflictiva en anys.

### La celebració actualment

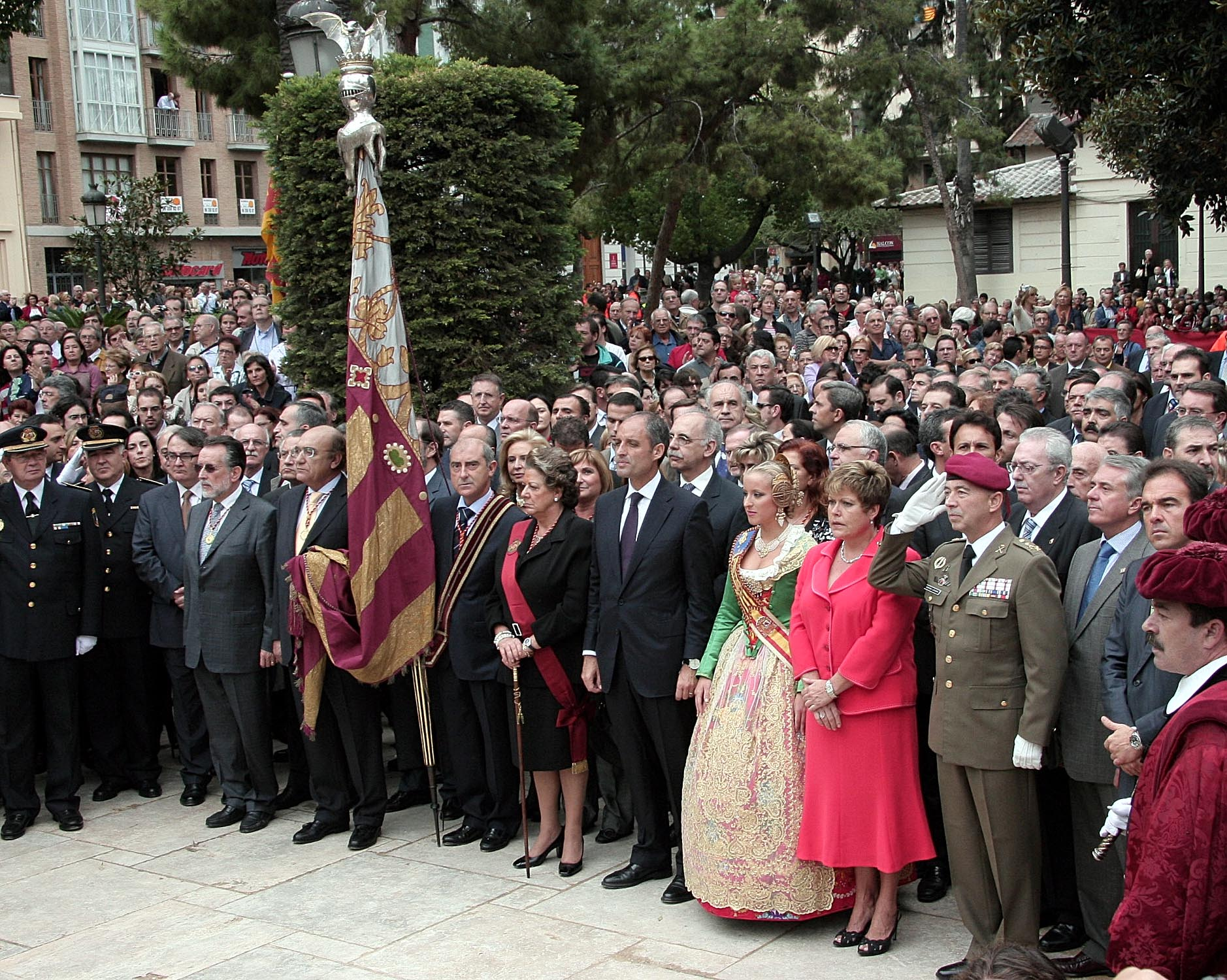
Acte institucional al Parterre de València l'any 2008.

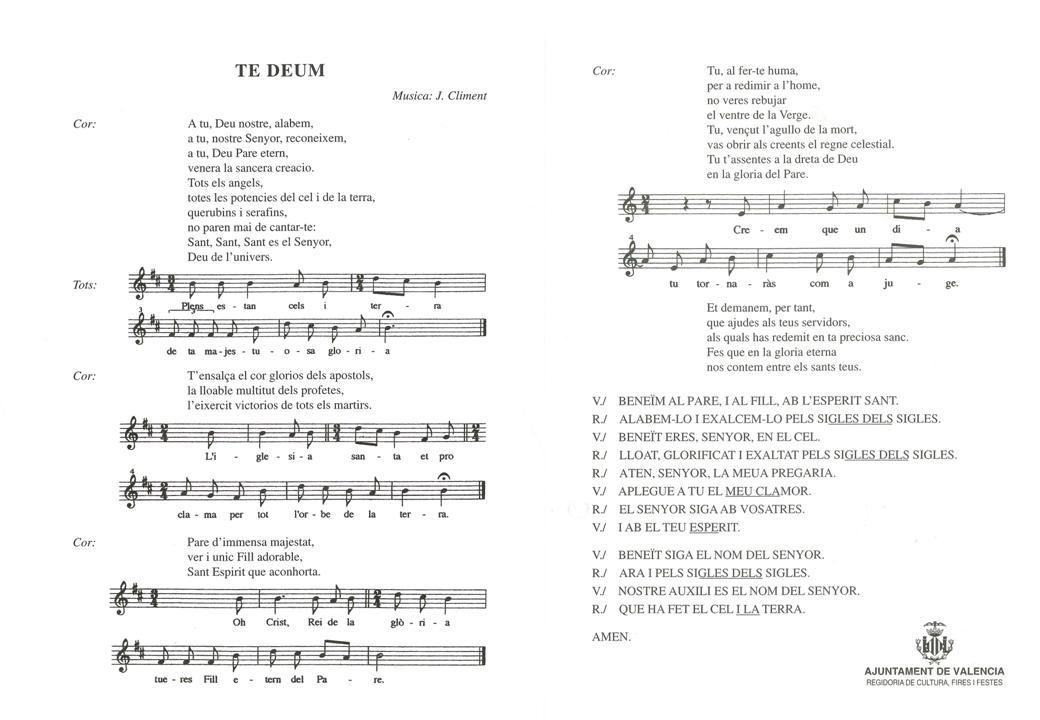
Particella del Te Deum, per a la participació popular a la Catedral de València.

Des de principis dels anys 1990 la programació consta de nombrosos actes que comencen la vespra, el 8 d'octubre: un concert commemoratiu al Palau de la Música, a càrrec de l'Orquestra municipal, i un festival pirotècnic en el llit del riu Túria de la ciutat de València. El 9 d'octubre és celebrat institucionalment pel Consell i el President de la Generalitat amb una recepció institucional i amb el lliurament de les altes distincions i medalles de la Generalitat.
A la ciutat de València continua celebrant-se la tradicional Processó Cívica, de caràcter municipal, però en la qual també participen els membres del Consell. En 1991, es va reintroduir el tedèum a la Catedral de València, com a primera etapa de la Processó Cívica. Des de 1995, amb l'arribada del PP al govern de la Generalitat, es va introduir una parada al Palau de la Generalitat per fer palesa la relació entre la Senyera Coronada i el conjunt de la comunitat autònoma; el 2006 es va suspendre i va recuperar l'itinerari tradicional. L'acte final de la Processó Cívica és una ofrena de flors a l'estàtua del rei Jaume I, com es fa des de finals del segle xix, situada a la plaça d'Alfons el Magnànim (coneguda popularment com el Parterre), on s'interpreta l'Himne de València.
Arreu del País Valencià, encara que amb menor tradició, se celebren festes organitzades pels diferents ajuntaments o per la mateixa Generalitat que van arrelant a poc a poc. En els últims anys s'ha posat de moda en algunes localitats com ara El Campello o Borriana celebrar una breu desfilada cívica, a imitació de la de la Ciutat de València.
També és tradicional des dels anys 90 la celebració d'una manifestació reivindicativa duta a terme per organitzacions culturals, sindicals i polítiques de l'àmbit del nacionalisme, que també acaba amb un acte sota l'estàtua de Jaume I. Excepcionalment el 1977 (i coincidint que la diada quèia en diumenge) es va fer una també una manifestació per l'autonomia convocada pels partits democràtics. Aquesta manifestació es fa a la vesprada per no coincidir durant el matí amb les organitzacions de l'extrema dreta i el blaverisme que, des de la transició, es manifesten de matí, just quan acaba la Processó Cívica. No obstant això, durant els últims anys aquesta situació ha experimentat una evolució, i des del 2007 i per iniciativa del BLOC JOVE junt amb altres col·lectius valencianistes, hi ha presència valencianista en la marxa del matí, que va guanyant en notorietat i assistència any rere any.
Seguint la tradició pirotècnica d'aquesta celebració, la nit anterior a la festa hi ha un castell de focs d'artifici, i una mascletà a migdia en acabar la Processó Cívica.

## La Mocadorada

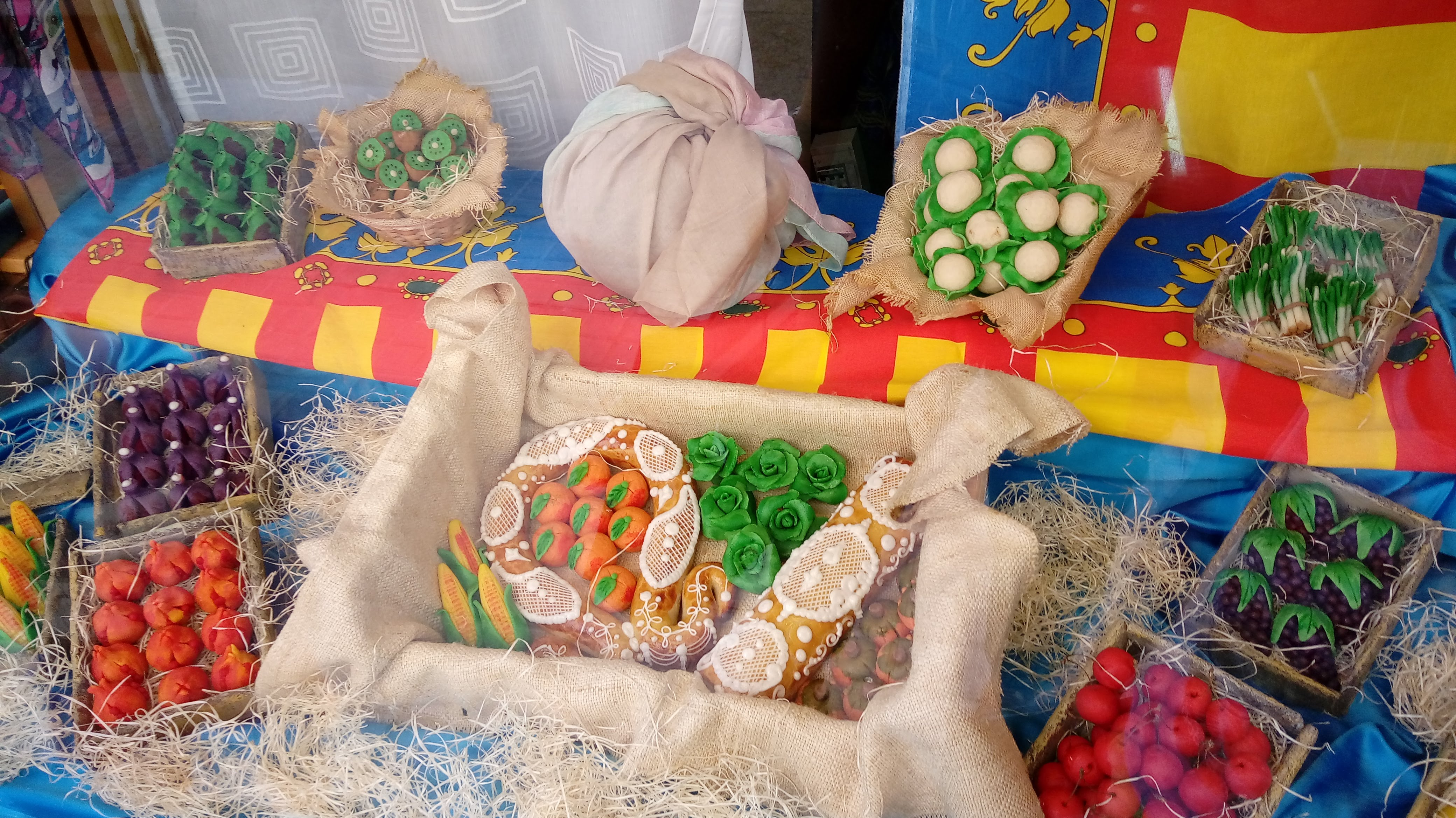
Els productes de la mocadorà (la piuleta, el tronador i les fruites de massapà) a l'aparador d'un forn de València. És tradicional la creació de decoracions a base de massapà per al dia de Sant Donís.

És tradicional la celebració de la Mocadorà de Sant Donís, l'equivalent valencià al dia dels enamorats. La celebració, apareguda al cap i casal pel segle XV, es caracteritza per un regal que tradicionalment feia l'home a la seua parella, i consisteix en una safata que conté uns dolços de massapà cuit, la Piuleta i el Tronador, i dolços de massapà cru en forma de fruites i verdures, tot embolicat en un mocador per al coll.
La tradició ve de quan a l'edat mitjana les ciutats homenatjaven els convidats, sobretot els reis, amb una vaixella d'argent plena de viandes. A partir del segle XV, la ciutat de València va començar a regalar vaixelles de ceràmica de Manises i Paterna contenint els dolços de sucre que començaven a fer-se a terres valencianes arran de la introducció del cultiu de la canya de sucre al regne, com ara confits i massapans. Amb el temps aquest costum es va popularitzar entre els valencians derivant en un regal per Sant Dionís, però diu la llegenda romàntica que representen els fruits de l'horta de València que les valencianes van oferir a Jaume I i a la reina Na Violant d'Hongria el 9 d'octubre de 1238 quan entraren a València.
També era especialment tradicional a les celebracions del 9 d'octubre els festivals pirotècnics des de la popularització de la pólvora de forma festiva. Fins i tot la vespra del 9 d'octubre de 1526 va haver-hi un accident en el qual van morir 9 persones i van cremar 20 cases a la zona del Mercat. No és clar si va ser amb la suspensió de les celebracions del 9 d'octubre arran del Decret de Nova Planta, o a partir de la prohibició de fabricar pirotècnia per part de Carles III, quan els pastissers van començar a donar forma de petards, piules i trons als massapans, naixent així la Piuleta i el Tronaor. També es diu que tenen una simbologia eròtica.
A partir del segle xix es va afegir el mocador que envolta els dolços, i dona nom al conjunt.